# Colle dell’Assietta
Der Colle dell’Assietta (deutsch Assiettapass) ist ein 2472 m hoher Alpenpass in den Cottischen Alpen in der italienischen Region Piemont. Er trennt das Susatal (Val di Susa) im Norden vom Val Chisone im Süden.
Über den Pass verläuft die etwa 35 Kilometer lange Assietta-Kammstraße (Strada dell’Assietta SP 173), die unweit des Colle delle Finestre beginnt und in Sestriere endet. Die ursprünglich zu militärischen Zwecken angelegte Verbindung gilt als landschaftlich äußerst reizvoll. Sie ist jedoch größtenteils nur geschottert und bietet nur wenige Ausweichmöglichkeiten, so dass das Befahren nur geübten Fahrern mit geländegängigen Fahrzeugen empfohlen wird. Auf der Denzel-Alpenstraßen-Skala wird eine Schwierigkeit von SG 3–4 genannt. Im Juli und August ist die Straße am Mittwoch und Samstag von 9–17 Uhr für den motorisierten Verkehr gesperrt und erfreut sich dann insbesondere bei Mountainbikern großer Beliebtheit.